# Литтл Уолтер
Литтл Уо́лтер (англ. Little Walter, настоящее имя Мэ́рион Уолтер Дже́йкобс, англ. Marion Walter Jacobs; 1 мая 1930 — 15 февраля 1968) — блюзовый музыкант, певец, гитарист, исполнитель на губной гармонике.
Благодаря своей революционной технике игры на губной гармонике входит в один ряд с такими мастерами блюза, как Чарли Паркер и Джими Хендрикс. Его виртуозная игра и новаторство достигли высочайшего уровня выразительности и изменили представления многих слушателей о возможностях губной гармоники.
Вклад Литтл Уолтера в развитие блюза обеспечил ему место в Зале славы рок-н-ролла в категории «аккомпанирующий музыкант», он является единственным музыкантом, чья игра на гармонике заслужила такой высокой оценки.

## Биография

### Молодые годы
Бросив школу в возрасте 12 лет, Джейкобс уехал из провинциальной Луизианы и переезжал в поисках случайных заработков из одного места в другое: Новый Орлеан, Мемфис и Сент-Луис. Попутно он учился играть, оттачивая навыки вместе с Сонни Уильямсоном II, Саннилендом Слимом и Дэвидом Эдвардсом.
Осев в Чикаго в 1945, он получил работу в качестве гитариста, но привлек большее внимание своей игрой на гармонике. Джейкобсу вскоре надоело, что звук его гармоники теряется на фоне электрогитар, и он применил простое, но прежде редко использовавшееся решение: стал держать в руках вместе с гармоникой маленький микрофон, подключенный к звукоснимателю гитары или к усилителю. Таким образом он мог соперничать с гитарным звуком любой громкости. В отличие от своих современников — Сонни Уильямсона и Снуки Прайора, которые использовали этот способ только для усиления звука, Литтл Уолтер применил усилитель для поиска новых звуковых эффектов. Мэдисон Дениро: «Он был первым, кто намеренно применил электронное искажение звука».

### Карьера
Впервые запись Джейкобса увидела свет в 1947 после работы в студии крошечного лейбла Ora-Nelle Бернарда Абрама в принадлежавшем последнему магазине Maxwell Radio and Records в центре торгового квартала Maxwell Street в Чикаго. Эти и некоторые другие ранние записи Уолтера, как и многие другие работы блюзменов той эпохи, во многом обязаны сильному влиянию стиля первопроходца блюзовой гармоники Сонни Боя Уильямсона I. Литтл Уолтер стал участником группы Мадди Уотерса в 1948, а к 1950 он записывался вместе с Мадди для Chess Records; его гармонику можно услышать в большинстве классических записей Уотерса, сделанных в начале 50-х.
В качестве гитариста Литтл Уолтер также осуществил несколько записей на лейбле Parkway вместе с Мадди Уотерсом и Baby Face Leroy Foster (переиздавались в 1993 Delmark Records на CD под названием «The Blues World of Little Walter»), также с пианистом Эдди Уэром для Chess; он также работал с гитарой в студиях вместе с Мадди Уотерсом и Джимми Роджерсом.
Сольная карьера Джейкобса началась с записи для лейбла Checker Records, подразделения Chess, 12 мая 1952; первая же записанная песня стала хитом, на 8 недель возглавив хит-парад в музыкальном журнале Billboard — это была «Juke». Впервые лидером стала композиция с сольным исполнением на гармонике. Три другие работы Литтл Уолтера также попали в лучшую десятку Billboard: «Off the Wall» заняла восьмое место, «Roller Coaster» — № 6, и «Sad Hours» — № 2.
«Juke» обеспечила место Уолтеру на студии Chess на годы вперёд. С 1952 по 1958 Литтл Уолтер записал 14 песен, попавших в десятку чартов Billboard, включая два хита на первой позиции (второй — песня «My Babe» в 1955), достижение, которое не смогли повторить ни Мадди Уотерс, ни приятели по Chess Хаулин Вулф и Санни Бой Уильямсон II. Следуя примеру «Juke», многие синглы Уолтера 50-х годов представлены вокалом на одной стороне и инструментальной композицией на другой. Многие из исполненных им вещей представляют собой обработанные им или Вилли Диксоном более ранние блюзовые стандарты. В целом его игра отличается более современным и высоким темпом по сравнению с популярными мелодиями чикагского блюза тех лет, с ощутимым джазовым уклоном.
Джейкобс часто аккомпанировал на гармонике при записях таких знаменитостей Chess, как Джимми Роджерс, Джон Брим, Роки Фуллер, Мемфис Минни, The Coronets, Джонни Шайнс, Флойд Джонс, Бо Диддли и Шел Силверстайн. Его приглашали и другие компании для записи вместе с Отисом Рашем, Джонни Янгом и Робертом Найтхоуком (Ли Макколлумом).
Джейкобс страдал от алкоголизма и обладал на редкость вздорным характером. Это привело к снижению его популярности в конце 50-х. Он дважды совершал концертные туры в Европу — в 1964 и 1967 гг. (Долгие слухи о совместном выступлении в 1964 году с The Rolling Stones были опровергнуты Китом Ричардсом). Турне 1967 года, ставшее частью American Folk Blues Festival, оставило после себя единственную доступную ныне видеозапись Литтл Уолтера, аккомпанирующего Хаунд Дог Тэйлору и Коко Тэйлор во время телепрограммы в Копенгагене 11 октября 1967.

### Смерть
Через несколько месяцев после возвращения из своего второго европейского турне он ввязался в драку во время перерыва в своем выступлении в одном из чикагских ночных клубов. Сравнительно небольшие ранения дали осложнения и, вкупе с ранее полученными травмами, привели к смерти. Он умер во сне в доме своей подруги утром следующего дня. Официальной причиной смерти, указанной в свидетельстве о смерти, был назван коронарный тромбоз; внешние повреждения были такими незначительными, что полиция посчитала причины его смерти «невыясненными либо естественного характера». Он был похоронен на кладбище Святой Марии в Эвергрин-Парке (штат Иллинойс) 22 февраля 1968 года.

### Наследие
Музыкальное наследие Литтл Уолтера грандиозно: историки блюза отмечают его как исполнителя, установившего стандарты игры на губной гармонике для блюза. Его влияние испытали практически все исполнители, играющие на 10-дырочной блюзовой гармонике — Джуниор Уэллс, Джеймс Коттон, Джордж «Harmonica» Смит, Кэри Белл, Биг Уолтер Хортон, Ким Уилсон, Род Пьяцца, Уильям Кларк и Чарли Масселуайт, а также музыканты, работающие в жанре блюз-рока: Пол Баттерфилд и Джон Поппер из Blues Traveler.
Инструментальная Juke 1952 года вошла в число 500 песен, сформировавших рок-н-ролл Зала славы рок-н-ролла], а 19 декабря 2007 была представлена в Зале славы Grammy Awards в качестве «примера музыкального шедевра, оказавшего значительное влияние на историю музыки»
Пять компакт-дисков со всеми известными записями Литтл Уолтера, сделанными для Checker Records между 1952 и 1967 годами, готовятся к выходу в марте 2009 на лейбле Hip-O Select.

## Дискография

### Синглы
| Год  | Название (Сторона A, сторона B) Both sides from same album except where indicated | Номер в каталоге | Billboard R&B Charts peak position | Альбом                    |
| ---- | --------------------------------------------------------------------------------- | ---------------- | ---------------------------------- | ------------------------- |
| 1952 | «Juke» b/w «Can’t Hold Out Much Longer»                                           | Checker 758      | 1                                  | The Best of Little Walter |
| 1952 | «Sad Hours» /                                                                     | Checker 764      | 2                                  | The Best of Little Walter |
| 1953 | «Mean Old World»                                                                  | Checker 764      | 6                                  | The Best of Little Walter |
| 1953 | «Rollin' Blues» b/w «Boll Weevil»                                                 | Herald 404       | —                                  | Non-album tracks          |
| 1953 | «Don’t Have to Hunt No More» b/w «Tonight with a Fool»                            | Checker 767      | —                                  | Non-album tracks          |
| 1953 | «Tell Me Mama» /                                                                  | Checker 770      | 10                                 | The Best of Little Walter |
| 1953 | «Off the Wall»                                                                    | Checker 770      | 8                                  | The Best of Little Walter |
| 1953 | «Blues with a Feeling» b/w «Quarter to Twelve» (из Confessin' the Blues)          | Checker 780      | 2                                  | The Best of Little Walter |
| 1954 | «You’re So Fine» b/w «Lights Out» (from Confessin' the Blues)                     | Checker 786      | 2                                  | The Best of Little Walter |
| 1954 | «Oh Baby» b/w «Rocker» (from Confessin' the Blues)                                | Checker 793      | 8                                  | Hate to See You Go        |
| 1954 | «You Better Watch Yourself» b/w «Blue Light»                                      | Checker 799      | 8                                  | The Best of Little Walter |
| 1954 | «Last Night» b/w «Mellow Down Easy» (из Hate to See You Go)                       | Checker 805      | 6                                  | The Best of Little Walter |
| 1955 | «My Babe» b/w «Thunder Bird» (из Boss Blues Harmonica)                            | Checker 811      | 1*                                 | The Best of Little Walter |
| 1955 | «Roller Coaster» b/w «I Got to Go» (из Confessin' The Blues)                      | Checker 817      | 6                                  | Hate to See You Go        |
| 1955 | «Too Late» b/w «I Hate to See You Go» (из Hate to See You Go)                     | Checker 825      | —                                  | Boss Blues Harmonica      |
| 1956 | «Who» b/w «It Ain’t Right» (из Confessin' The Blues)                              | Checker 833      | 7                                  | Non-album track           |
| 1956 | «One More Chance with You» b/w «Flying Saucer» (из Boss Blues Harmonica)          | Checker 838      | —                                  | Confessin' the Blues      |
| 1956 | «Just a Feeling» b/w «Teenage Beat»                                               | Checker 845      | —                                  | Boss Blues Harmonica      |
| 1956 | «It’s Too Late Brother» b/w «Take Me Back» (из Hate to See You Go)                | Checker 852      | —                                  | Boss Blues Harmonica      |
| 1957 | «Nobody But You» b/w «Everybody Needs Somebody»                                   | Checker 859      | —                                  | Hate to See You Go        |
| 1957 | «Boom Boom Out Go the Lights» b/w «Temperature» (из Confessin' the Blues)         | Checker 867      | —                                  | Boss Blues Harmonica      |
| 1958 | «The Toddle» b/w «Confessin' the Blues»                                           | Checker 890      | —                                  | Confessin' The Blues      |
| 1958 | «Key to the Highway» b/w «Rock Bottom» (из Confessin' the Blues)                  | Checker 904      | 6                                  | Hate to See You Go        |
| 1959 | «My Baby Is Sweeter» b/w «Crazy Mixed-Up World» (из Confessin' the Blues)         | Checker 919      | —                                  | Hate to See You Go        |
| 1959 | «Everything Gonna Be Alright» b/w «Back Track» (из Boss Blues Harmonica)          | Checker 930      | 25                                 | Hate to See You Go        |
| 1960 | «Ah’w Baby» b/w «I Had My Fun» (из Hate to See You Go)                            | Checker 945      | —                                  | Boss Blues Harmonica      |
| 1960 | «My Babe» b/w «Blue Midnight» (из Hate to See You Go)                             | Checker 955      | —                                  | The Best of Little Walter |
| 1961 | «I Don’t Play» b/w «As Long as I Have You» (из Hate to See You Go)                | Checker 968      | —                                  | Non-album tracks          |
| 1961 | «Crazy For My Baby» b/w «Crazy Legs» (из Confessin' the Blues)                    | Checker 945      | —                                  | Non-album tracks          |
| 1962 | «Just Your Fool» b/w «I Got to Find My Baby» (из Hate to See You Go)              | Checker 1013     | —                                  | Boss Blues Harmonica      |
| 1963 | «Up the Line» b/w «Southern Feeling» (Non-album track)                            | Checker 1043     | —                                  | Confessin' The Blues      |
| 1964 | «Shake Dancer» b/w «Diggin' My Potatoes» (Non-album track)                        | Checker 1071     | —                                  | Boss Blues Harmonica      |
| 1964 | «I’m a Business Man» b/w «Dead Presidents»                                        | Checker 1081     | —                                  | Non-album tracks          |
| 1965 | «Mean Ole Frisco» b/w «Blue and Lonesome» (из Hate to See You Go)                 | Checker 1117     | —                                  | Confessin' the Blues      |

*Также достиг № 106 в Billboard Pop chart.

### Избранные альбомы
Как и большинство исполнителей блюза до середины 1960-х годов, Литтл Уолтер был исполнителем синглов. Один альбом, выпущенный во время его жизни, Best of Little Walter, включал десять его синглов, вошедших в чарты, и две B-стороны. После его смерти различные синглы были собраны в альбомы, часто со значительным перекрытием. Доступные альбомы, выпущенные последним преемником Chess, следующие:
| Года | Заголовок                                   | Лейбл           | Комментарии |
| ---- | ------------------------------------------- | --------------- | --- |
| 1993 | The Blues World of Little Walter            | Delmark         | Включает 5 песен с Литтл Уолтером на неусиленной гармошке до Checker, плюс 3 на гитаре; переиздание альбома Delmark 1980-х              |
| 1998 | His Best: Chess 50th Anniversary Collection | Chess/Universal | Включает 12 синглов, вошедших в чарты, плюс 8 не вошедших в чарты песен; по сути, заменяет альбом Chess 1958 года Best of Little Walter |
| 2004 | Confessing the Blues                        | Universal Japan | Переиздание альбома Chess 1974 года, плюс 6 дополнительных треков                                                                       |
| 2004 | Hate to See You Go                          | Universal Japan | Переиздание альбома Chess 1969 года, плюс 2 дополнительных трека                                                                        |
| 2007 | Best of Little Walter                       | Universal Japan | Переиздание альбома Chess 1958 года, плюс 3 дополнительных трека                                                                        |
| 2009 | The Complete Chess Masters: 1950—1967       | Hip-O/Universal | 126 песен на 5 CD; все доступные записи Checker/Chess, including many alternate takes                                                   |

Литтл Уолтер также записал несколько песен в качестве сайдмена. The Definitive Collection Мадди Уотерса (2006) и His Best Джимми Роджерса (2003) (оба на Universal) содержат подборку песен сЛиттл Уолтером в качестве аккомпаниатора.